# Botanicheskie Materialy Gerbariya Glavnogo Botanicheskogo Sada RSFSR
Botanicheskie Materialy Gerbariya Glavnogo Botanicheskogo Sada RSFSR (abreviado Bot. Mater. Gerb. Glavn. Bot. Sada R.S.F.S.R.) fue una revista con ilustraciones y descripciones botánicas que fue editada en la URSS. Se publicaron 5 números desde 1919 hasta 1924. Fue reemplazada por Botanicheskie materialy Gerbariya Glavnogo Botanicheskogo Sada S S S R. Leningrad.